# Nesaea andongensis
Nesaea andongensis là một loài thực vật có hoa trong họ Lythraceae. Loài này được Welw. ex Hiern mô tả khoa học đầu tiên năm 1871.